# 美女峠 (福島県)
美女峠（びじょとうげ）は、福島県奥会津の三島町間方（まがた）地区と昭和村野尻地区を結ぶ峠であり、福島県道153号に指定されているものの荒廃し、現在は自動車が通ることは不能である。文字どおりの美女・高姫伝説が存在し、峠には高姫清水があり、後述する姫の父目指知親(めさしともちか)の石塔（墓）も残っているという。
現在、あるく県道としての整備が本格化し、銀山街道ロングトレイルの区間として組み込まれている。

## 概要
この峠は、会津盆地にある若松城下から只見町（伊北地方）を最短で結んでいた会津銀山街道の西部にある峠で、標高は約782m、約8kmにわたり人家はないが、西に向かえば野尻宿をこえ吉尾(よしゅう)峠・布沢・小林宿・只見へ、対して東に向かえば間方・大谷から西山温泉砂子原宿をこえ軽井沢銀山、さらに若松城下まで結んでいた。江戸時代の諸国巡見使に随行した古川古松軒もその著書・東遊雑記でこの峠のカエデ類を絶賛している。古代には志津倉山、俎倉(まないたぐら）山周辺には「かしゃ（火車）猫」がすむと恐れられていた。かつては美女帰峠・美女鬼峠とも書き、読みも「びんじょげ、びじょがえり、びじょがえし、びじょんき、びんじゅうき」など複数存在するが、ここでは一般的な「びじょとうげ」で説明する。

## 歴史
この峠の東西の麓に縄文土器が見つかっていることから古くから人間が住み着いていたことが分かり、当然集落と集落をつなぐ重要な峠であった。中世になると会津の中心から只見町の伊北地方を最短で結んでおり、なおかつ只見川の氾濫にも合わないため、伊南・伊北街道と呼ばれ軍事上の重要な峠になる。伊達政宗も会津・横田攻めにこの峠を用いたという記録がある。その後、近世になるとこの街道の途中、大沼郡軽井沢村（現・河沼郡柳津町）に軽井沢銀山が発見され、このころから銀山街道と呼ばれるようになったと思われる。銀山で使用する膨大な薪などの燃料、塩、絹や繭、さらには修験者・巡見使の道でもあり、この峠もかなりの通行量があったといわれている。実際、只見線が会津宮下駅まで開通してからも只見布沢・小林方面からの往来はあったというが、只見線が会津川口駅まで開通してからは廃れ始め、国道252号、国道289号の整備により決定的となった。

## 高姫伝説
源平合戦（治承・寿永の乱）のあった寿永・元暦のころ都落ちしてきた平維盛につかえていた目指左衛門尉知親（めさしさえもんのじょうともちか）は、自分に一人娘があったため切腹もままならず奥州をさ迷い、この峠付近の横深山高野寺（よこみやまこうやじ）の跡に住んでいた。このころの左衛門尉の句として「虎とのみ　用いられしは　昔にて　あるかひもなき　世にもふる哉」。
下人に弥蔵というものがおり、生活の足しにとこの峠近くの「モチガ沢」に茶店を出し「もち」「酒」を売っていたが評判がよく左衛門尉を喜ばせていたという。
左衛門尉の娘・高姫は年頃になると一層美しくなり、近くにすむ同じ平家方の若侍・中野丹下と馴染みとなり丹下が峠をこえて会いにくるようになった。丹下の都合が悪くしばらく会えないとき高姫は、この峠の清水で口を清め、「千早振（ちはやぶる）　神も情けの　ましませば　わが恋人にあはせたまへや」とよんで祈願したという。この時からこの清水は高姫清水と呼ばれるようになった。また「いたづらに日は真っ暗に暮れにけり　つれなき人をまつとせしまに」「さむしろに　夜ぼしかたしき　今宵もや　恋しき人に会わでのみ寝む」とも詠んだ。
さらに数日しても会えないとき高姫は、「わびぬれど　しばし庵に　いなば山　まつとし聞けば　今帰りこむ」と傍らの石に刻んだ。これが峠の旧名「美女帰峠」の由来という。
やがて左衛門尉は60歳をすぎて亡くなったが、左衛門尉を峠近くに弔うとともに、弥蔵の取り成しにより高姫と丹下ははれて夫婦になった。
その後なかむつまじく暮らしていたが、しだいに平家の残党狩りが厳しくなり、身のおきどころに苦しみつづけた二人は、ついにはこの世を思い切り、夫婦で心中自害して哀れな最期をとげた。
辞世の句として
高姫「なでしこの　床なつかしき　色を見ば　もとの垣根を　人や尋ねむ」、
丹下「我が庵に　問ふ人あれば　最早世に　妹背一つの　石と答へよ」が、庵の障子戸に刻まれており、地上には二つの石が残されていたという。時に建暦2年6月27日のことであった。弥蔵はその後も山にこもり、この三人の菩提を弔い続けたのである。その弥蔵が詠んだという句も残されている。「この秋は　誰かに見せん　なき人の　かたみに染まる　樹々の紅葉を」

## 登山口
- 会津宮下駅から13ｋｍで三島口（間方と入間方の別れ）から美女峠頂上まで2時間30分くらい
- 会津川口駅から14ｋｍで昭和口(国道400号沿いの野尻、袴沢、中向いずれも)から美女峠頂上まで2時間から2時間30分くらい